# Dyomyx herberta
Dyomyx herberta är en fjärilsart som beskrevs av Dyar 1914. Dyomyx herberta ingår i släktet Dyomyx och familjen nattflyn. Inga underarter finns listade i Catalogue of Life.